# Campilhon e Fenil
Campilhon e Fenil (italià Campiglionne-Fenille, piemontès Campion e Fnil) és un municipi italià, situat a la ciutat metropolitana de Torí, a la regió del Piemont. L'any 2007 tenia 1.284 habitants. Està situat al Pinerolès, una de les Valls Occitanes.

## Administració
| Període | Identitat        | Partit        |
| ------- | ---------------- | ------------- |
| 2004-   | Riccardo Cordero | Llista cívica |